# Welcome to My World (Elvis Presley)
Welcome to My World è un album compilation di Elvis Presley pubblicato dalla RCA Records nel 1977, pochi mesi prima della morte dello stesso artista. L'album e stato certificato disco d'oro il 30/09/1977 e disco di platino il 14/01/1983.

## Descrizione
Secondo quanto affermato nel libro Elvis: The Illustrated Record di Roy Carr e Mick Farren, tutte le canzoni presenti sull'album tranne una erano già state pubblicate in precedenza (un brano, Your Cheatin' Heart, addirittura 20 anni prima). L'unica registrazione inedita all'epoca era un'esecuzione live di I Can't Stop Loving You, presa dal concerto pomeridiano effettuato da Elvis al Madison Square Garden di New York City nel 1972. (In seguito il brano è apparso sul CD An Afternoon in the Garden nel 1997.)

## Tracce
1. Welcome To My World
2. Help Me Make It Through the Night
3. Release Me
4. I Really Don't Want To Know
5. For The Good Times
6. Make The World Go Away
7. Gentle On My Mind
8. I'm So Lonesome I Could Cry
9. Your Cheatin' Heart
10. I Can't Stop Loving You